# Teodoro Burchard
Johann Friedrich Theodor Burchard Häberle, más conocido como Teodoro Buchard Haeberle (Altona, 4 de mayo de 1843-Santiago, 26 de junio de 1922), fue un arquitecto, ingeniero y escenógrafo alemán, que se radicó en Chile, siendo en ese país autor de varias obras destacadas que persisten en la actualidad.
Nacido en 1843 en Hamburgo, en la entonces Confederación Germánica (actual Alemania), viajó a Chile en 1855, en donde comenzó una destacada carrera, siendo autor de importantes edificios religiosos, entre ellos la Iglesia de los Doce Apóstoles de Valparaíso en 1869, junto a Juan Eduardo Fehrman, la capilla de la Hacienda Santa Rita de Alto Jahuel, ubicada en la comuna de Buin, en 1879, la Iglesia de San Saturnino, ubicada en la plaza Yungay de comuna de Santiago, en 1887. Por otra parte, fue el autor de la construcción de los palacios Elguín y Concha-Cazotte, también ubicados en Santiago.
Según historiadores, posiblemente influenciado por las tendencias arquitectónicas predominantes en Europa, particularmente del francés Eugène Viollet-le-Duc, que consideran al gótico como la expresión más sofisticada en la concepción estructural, funcional y arquitectónica de los estilos históricos, eligió este para la construcción de la Basílica del Salvador (también en Santiago) y otras obras de la misma época.